# Maurice Mességué
Maurice Mességué (Colayrac-Saint-Cirq, 14 dicembre 1921 – Auvillar, 16 giugno 2017) è stato uno scrittore ed erborista francese. Contribuì a diffondere la cultura dell'erboristeria e dell'interesse per le cure naturali, soprattutto negli anni settanta. Creò una linea di prodotti per l'estetica, che porta il suo nome.
Raccontava di aver curato o aiutato alcuni fra i più grandi personaggi della sua epoca, tra cui Mistinguett, Édouard Herriot, Winston Churchill, Maurice Utrillo, Jean Cocteau e il cancelliere tedesco Konrad Adenauer .
Le cure erboristiche di Mességué sono per lo più nella forma di trattamenti esterni, spesso lavaggi delle mani o pediluvi, nelle quali i principi attivi verrebbero assorbiti per osmosi attraverso la pelle.

## Biografia
Da ragazzo apprese da suo padre la conoscenza dell'uso medicinale delle piante. Dopo la Seconda guerra mondiale decise di farne un mestiere.
Stabilitosi a Fleurance, cittadina di cui nel 1971 fu eletto sindaco, avviò la sua attività di fitoterapeuta. Venne denunciato a più riprese dall'Ordine dei Medici per esercizio abusivo della professione medica.
Successivamente si occupò sempre di più di prevenzione e quindi di dietologia, creando prodotti per la linea e per l'estetica nonché i primi esperimenti di "beauty farm".
Nel 1994 fondò l'"Institut Maurice Mességué".
Morì nel 2017, ultranovantenne, per un tumore pancreatico. Era padre del nutrizionista Alain Mességué, scomparso tre anni dopo di lui.

## Opere
- Le Guérisseur, cet inconnu, 1949
- Uomini, erbe e salute (titolo originale: Des hommes et des plantes, 1970), traduzione italiana di Danilo Montaldi, Mondadori, 1971
- Ha ragione la natura (titolo originale: C'est la nature qui a raison )
- Toute une vie à se battre, 1977
- Mon herbier de beauté
- Réapprenons à aimer
- Mon herbier de cuisine,  1981
- La mia vita, i miei segreti ovvero Come vivere a lungo in perfetta salute, Dino Audino Editore, 1989
- Il mio erbario (titolo originale: Mon herbier de santé, 1993), Macro Edizioni, 2021
- Sauver la Terre pour sauver l'homme, 1997